# Thessaloníkis stadsmurar
| Thessaloníkis tillväxt och dess murar under antiken och under senare Romerska och tidiga Bysantinska perioderna. (höger) |
| Thessaloníkis tillväxt och dess murar under antiken och under senare Romerska och tidiga Bysantinska perioderna. (höger) |

Thessaloníkis stadsmurar (grekiska: Τείχη της Θεσσαλονίκης) var stadsmurarna kring staden Thessaloníki under Medeltiden och fram till slutet av 1800-talet då stora delar av murarna, däribland hela muren mot havet förstördes som en del av det osmanska myndigheternas omstrukturering av Thessaloníkis stadsplan. Staden var befäst från dess grundande i början av 300-talet  f.Kr, men dagens stadsmurar daterar sig till början av den Bysantinska eran från omkring år 380 och omfattar delar av en äldre stadsmur från början av 200-talet. Muren består av den typiska sen-Romerska kombinationen av kvaderstensmurar alternerade med band gjorda av tegel. Norra delen av murarna ansluter till stadens akropolis som bildade en separat befäst enhet, inom vilken det finns ett annat citadell,  Heptapyrgion (ibland känd genom sitt osmanska namn, Yedi Kule).